# Eriogonum novonudum
Eriogonum novonudum là một loài thực vật có hoa trong họ Rau răm. Loài này được M.Peck mô tả khoa học đầu tiên năm 1945.